# Classe Osprey HSY-56A
La Classe Osprey HSY-56A  est une classe de Navire d'attaque rapide de la marine grecque.

## Navires
| Ship                     | Builder           | Commissioned     | Status            |
| ------------------------ | ----------------- | ---------------- | ----------------- |
| P266 Machitis Μαχητής    | Elefsis Shipyards | October 29, 2003 | En service (2018) |
| P267 Nikiforos Νικηφόρος | Elefsis Shipyards | March 30, 2004   | En service (2018) |
| P268 Aittitos Αήττητος   | Elefsis Shipyards | August 5, 2004   | En service (2018) |
| P269 Krataios Κραταιός   | Elefsis Shipyards | October 20, 2005 | En service (2018) |

## Galerie

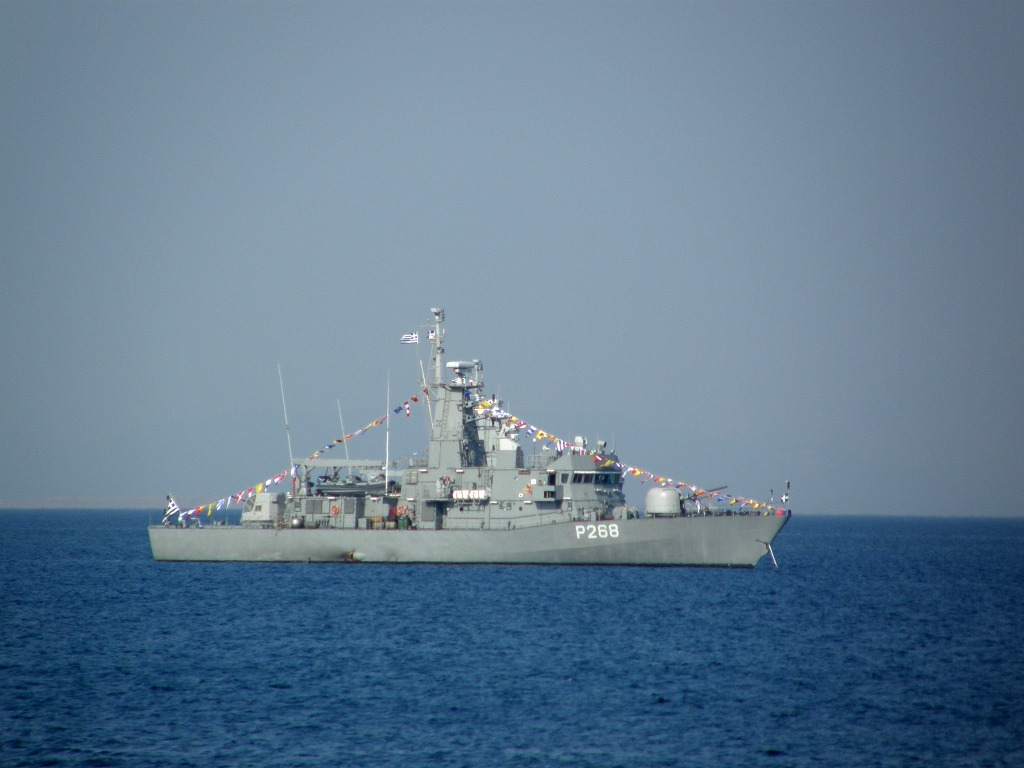
P 268 Aittitos at Faliron Bay (2008)
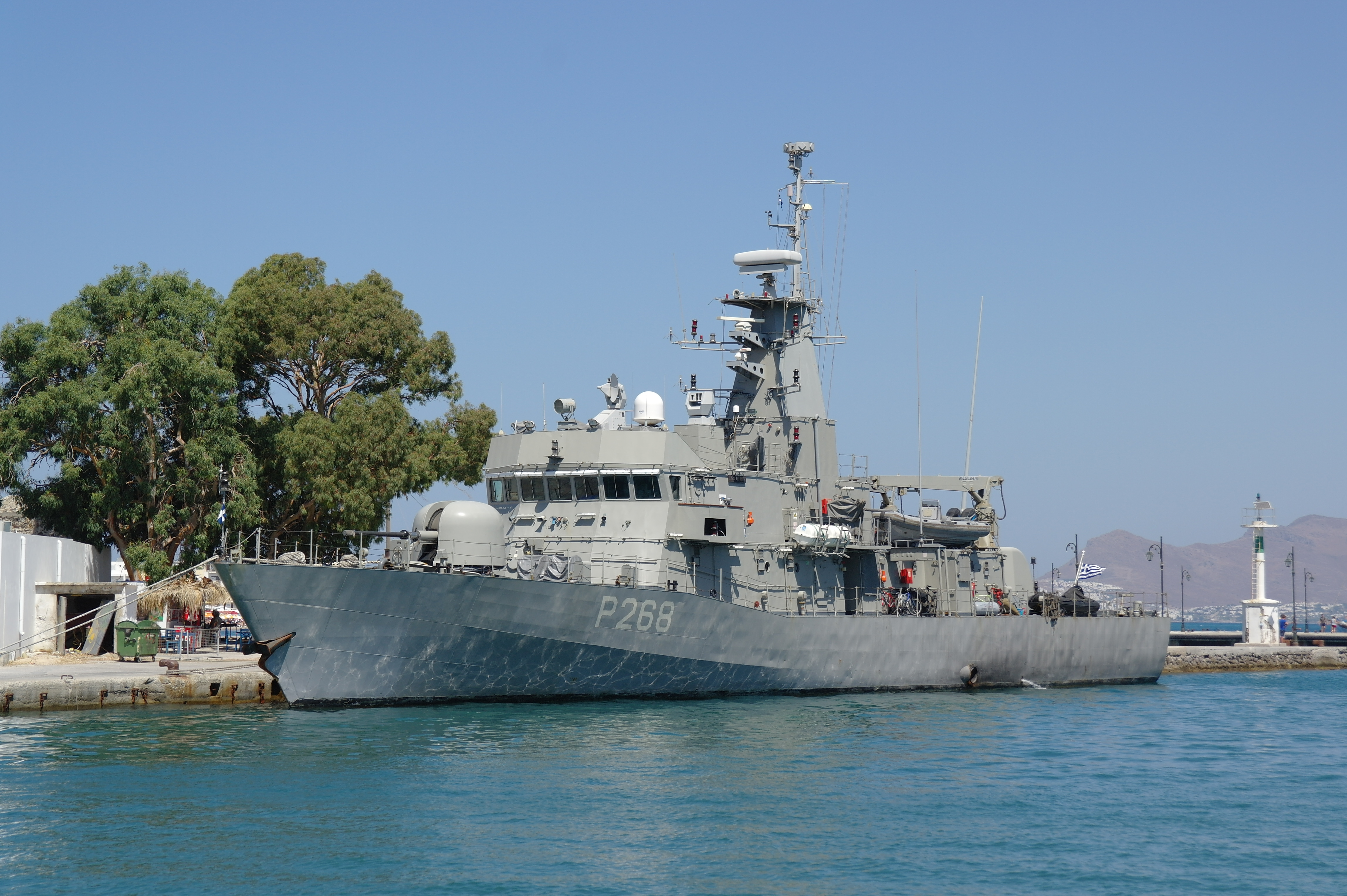
P 268 Aittitos at the port of Kos (2012)